# 鵜沢義行
鵜澤 義行（うざわ よしゆき、1920年 - 2012年4月21日）は、日本の政治学者、日本大学名誉教授。
東京都生まれ。1938年、旧制日本大学中学校（現在の日本大学第一中学校・日本大学第一高等学校）卒。1938年、日本大学第一高等学院（予科文科）入学。1942年、日大法文学部法律学科卒。1948年、同講師、1953年、同法学部助教授、1958年、教授。1973年、「幕末政治思想の史的展開」で日大法学博士。1978年、日大副総長。1980年、日本大学第一学園8代同窓会長。1990年、定年退任、名誉教授。1994年、勲三等旭日中綬章受章。

## 著書
- 政治の生成と展開 三和書房 1954
- 共産主義の理解 文教書院 1962 (現代文化シリーズ)
- 幕末政治思想の史的展開 三和書房 1975

## 共著
- 青年と政治 田中直吉、高橋武彦 文教書院 1960 (現代青年選書)
- 日本を動かす政治と政党 高橋武彦共著 文教書院 1964 (ソシアル・ブックス)
- 勝海舟 戦わなかった英雄 東都よみうり編集部共著 ごま書房新社 2010.1

## 記念論集
- 政治学をめぐる諸問題 鵜澤義行博士古稀記念論文集 稲田俊信編 日本大学法学部 1990.6